# لي إيفانز (لاعب كرة قدم أمريكية)
لي إيفانز (بالإنجليزية: Lee Evans)‏ هو لاعب كرة قدم أمريكية أمريكي، ولد في 11 مارس 1981 في ساندوسكي في الولايات المتحدة.

## وصلات خارجية
- لي إيفانز على موقع مرجع كرة القدم المحترفة.كوم (الإنجليزية)